# Carmen Selves i Baltiérrez
Carmen Selves i Baltiérrez   (Manresa, 4 de gener de 1931) és una pintora contemporània catalana.

## Biografia
Carmen Selves, filla del periodista i advocat Joan Selves i Carner i de Carmen Baltiérrez i Clotet va comenar a pintar per influència de la seva mare, i va pintar els seus primers olis amb nou anys. Als catorze anys va rebre una menció especial en un concurs de pintura de la Parròquia de Sant Josep del Poble Nou de Manresa, per al qual va pintar un paisatge rural de la Serra de Castelltallat i ella va ser reconeguda com una pintora de talent per part del crític Ferran Hurtado Sanchis.
Va demostrar la seva competència pintant retrats, bodegons i paisatges, que li va permetre ser professora del Cercle Artístic de Manresa i també a Barcelona. Va viure la postguerra a l'inici de la seva carrera professional; tot i haver-se mantingut totalment al marge de qualsevol ideologia política, en va patir les conseqüències.
Es va casar amb Josep Maria Vicente i Esforzado, amb qui va tenir quatre fills.
Com a conseqüència de les obligacions que tenia com a mare, la seva presència en el món de les exposicions entre 1957 i 1994 va ser escassa, encara que té centenars d'obres pintades durant aquest període relativament aïllat.

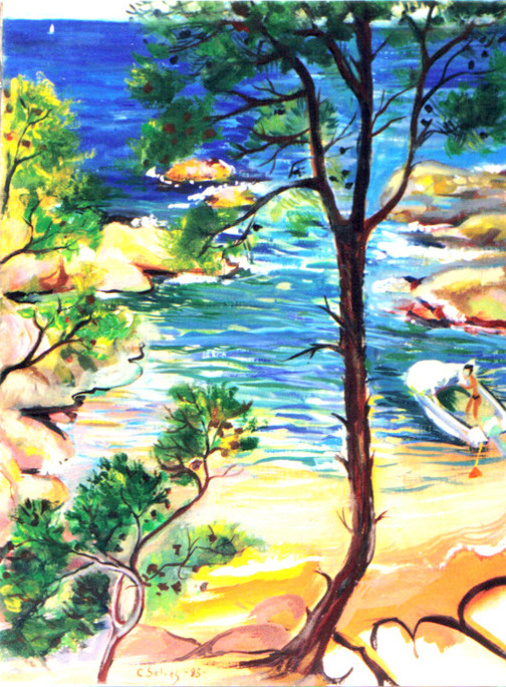
Platja d'Aro - Costa Brava, 1985

És llicenciada per la Universitat de Barcelona i ha treballat al Museu Nacional d'Art de Catalunya.

## Formació artística
Va ingressar a la Reial Acadèmia Catalana de Belles Arts de Sant Jordi de Barcelona el 1952, quan Selves ja era una retratista professional en l'especialitat de pintura a l'oli, i també destacava com a pianista.
A la Reial Acadèmia Catalana de Belles Arts de Sant Jordi va tenir com a professors a pintors reconeguts com Francisco Ribera Gómez, Josep Puigdengolas i Barella o Ernest Santasusagna i Santacreu, essent alumna també de Josep Maria Junoy i Muns. La seva major influència, deixant a part els clàssics que coneixia molt bé, la va rebre del seu tutor posterior a la finalització dels estudis, Evarist Basiana i Arbiell i la seva singular teoria del color que va ser aplicada en alguns dels quadres de Selvas.

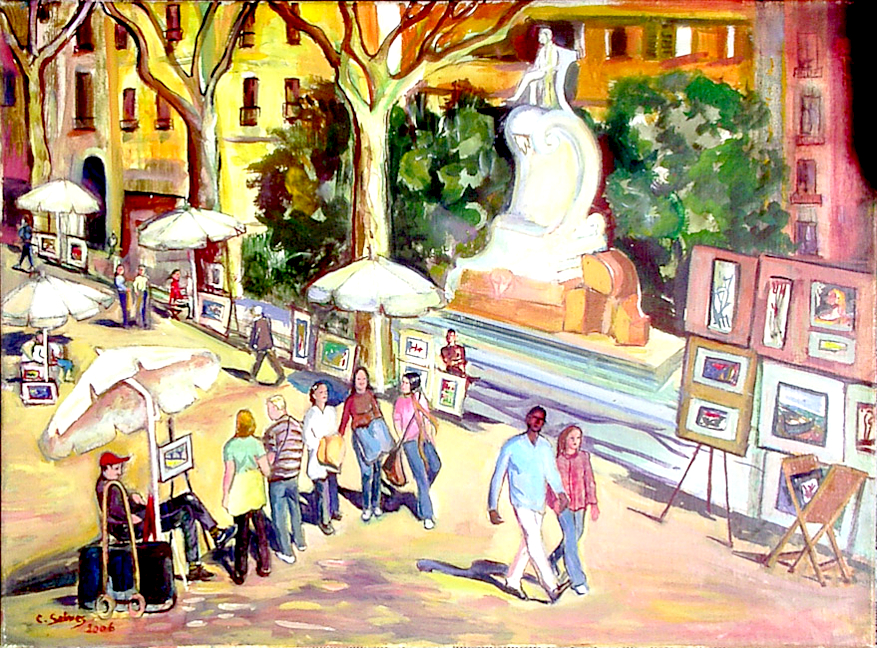
Rambla dels Artistes, 2010

Molt més tard, el 1992, per interès personal i també per complir amb els requisits acadèmics de la llicenciatura, realitzà una tesi sobre la pintora Lluïsa Vidal i Puig que, com totes les tesis, es troba en el registre acadèmic de la universitat, en aquest cas la UB.

### Evolució de l'estil de l'obra
Inicialment retratista, en la seva primera etapa, ho era dins d'un estil a mig camí entre l'expressionisme figuratiu i l'impressionisme. Posteriorment, el seu retrat i visió va ser més simbolista i sempre amb l'ús d'altres tècniques a més de la pintura a l'oli: murals, ceràmica, acrílics, etc. Va participar gràficament i amb altres formes (guions, veus, direcció, producció, etc.) en la creació d'animacions informatitzades en un estil poc corrent i fins i tot va crear algun videojoc. Es va exercitar també amb temes paisatgístics, tant els marins com els rurals o simplement florals i animals, usant temes de ciutat i natures mortes. Unes altres de les seves creacions van ser les il·lustracions per a llibres interactius infantils, publicats per ella mateixa en alguns casos. Ella es va descriure així:
| «               | M'interessa l'impressionisme realista. Em dedico als retrats, paisatges, urbans, marins, flors, animals, natures mortes i surrealisme fantàstic. També l'art digital: jocs, contes populars i exposicions. Em motiva la meva imaginació, el color i la bellesa. Soc llicenciada en Belles Arts i professora de dibuix. Darrerament se m'ha dit que sóc expressionista surrealista. | » |
| — Carmen Selves | |   |